# Jurica Buljat
Jurica Buljat (ur. 19 września 1986 w Zadarze) – chorwacki piłkarz występujący na pozycji obrońcy.

## Kariera piłkarska

### Kariera klubowa
Jest wychowankiem klubu NK Zadar. W 2005 roku trafił do Hajduka Split. W 2011 wyjechał do Izraela, gdzie bronił barw Maccabi Hajfa. Na początku 2013 powrócił do NK Zadar. W sezonie 2013/14 występował w Energie Cottbus, po czym ponownie wrócił do NK Zadar. W lutym 2015 przeszedł do Metalista Charków. W lipcu 2015 opuścił charkowski klub.

### Kariera reprezentacyjna
W 2010 roku zadebiutował w reprezentacji Chorwacji. W 2011 roku został zawodnikiem Maccabi Hajfa.